# Pietro Bresciani
Pietro Bresciani, noto anche come Pietro da Casalmaggiore (Casalmaggiore, ... – XVI secolo), è stato un medico italiano.
Convertitosi al protestantesimo e poi all'anabattismo, fu perseguitato dall'Inquisizione e costretto a fuggire in Svizzera. Tornato in Italia, abiurò ma aderì alle teorie messianiche di Giorgio Siculo e di Stefano da Brescia.

## Biografia
Nulla è noto della sua vita prima del processo cui fu sottoposto dall'Inquisizione di Bologna nel 1552. Verso il 1540, a Casalmaggiore, cominciò a credere nella «giustificazione al modo lutherano, cioè per la sola fede», accettando solo quanto era contenuto nella Scrittura: rifiutava il libero arbitrio, il culto dei santi e delle immagini, il purgatorio, le indulgenze, il digiuno, il celibato ecclesiastico, limitava i sacramenti al battesimo e alla Santa Cena, intesi, sembra, al modo di Calvino o forse dello Zwingli, come «sol segni et non conferir la gratia».
A Milano si unì a un piccolo gruppo di riformati che fu però scoperto nel 1547: arrestato e torturato, fu condannato al carcere a vita, pena commutatagli nell'espulsione dallo Stato milanese. Si trasferì con la famiglia in una sua proprietà a Spineda, presso Cremona, e di qui a Mirandola, dove continuò a fare proseliti alla confessione riformata, suscitando la reazione delle autorità che nel 1548 lo costrinsero a fuggire in Valtellina.
A Chiavenna si unì alla comunità degli evangelici, divisa da contrasti tra gli ortodossi calvinisti del pastore Agostino Mainardi, e i riformati radicali capeggiati da Camillo Renato e Francesco Negri. Bresciani aderì alle tesi di Renato, fino a farsi ribattezzare, nello spirito dell'anabattismo, secondo quanto sostenne il Mainardi: Pietro Bresciani avrebbe professato apertamente teorie anabattiste, attaccando il Mainardi in quanto «seduttore, lupo rapace, concionatore di falsità». Da parte sua, il Renato lasciò Chiavenna non senza aver pubblicato un elenco di 125 «errori, stoltezze, scandali, contraddizioni» del Mainardi.
Il duro scontro fu provvisoriamente composto con la mediazione dei riformati di Coira che fecero firmare al gruppo anabattista di Chiavenna una professione di fede. Il Bresciani, insofferente del clima di conformismo vigente nei Grigioni, decise di tornare in Italia. Nel 1550 era a Ferrara, sotto la protezione di Camillo Orsini: qui frequentò segretamente il circolo di Giorgio Siculo, intanto che trattava con l'Inquisizione la possibilità di un suo reinserimento nella vita civile della penisola.
Bresciani, dopo l'esecuzione dell'ex-monaco benedettino, avvenuta il 23 maggio 1551, abiurò nelle mani dell'inquisitore di Bologna e fu riabilitato l'11 settembre 1554. Il 18 gennaio del 1552 egli aveva confessato all'inquisitore di Bologna anche un incontro con Giorgio Siculo, giustificandolo con l'atteggiamento anti-protestante di quest'ultimo e con la sua presunta ortodossia cattolica, che gli sarebbe stata garantita dallo stesso inquisitore di Ferrara Girolamo Papino: «vedendo in alchune cose impugnare lutherani gagliardamente et essendomi laudato dal padre inquisitor di Ferrara, io ne ebbi ottimo concetto et aspettava da lui gran cose, come prometteva, in sussidio della Giesa, per una visione et revellatione qual diceva haver hauto da Christo Signor Nostro, la qual doveva publicar nel concilio di Trento».
L'eredità del Siculo fu raccolta per breve tempo dal monaco Stefano, che lasciò il suo convento di Brescia e fu ospite del Bresciani a Spineda: Stefano, certamente uno squilibrato, profetizzava il prossimo avvento del Regno e la sconfitta dell'Anticristo, ma poi rinnegò tutto, affermando di aver venduto l'anima al diavolo.
Di queste frequentazioni venne a conoscenza l'inquisitore di Cremona che invano convocò il Bresciani. L'umanista ferrarese Nascimbene Nascimbeni, amico del Bresciani e già noto all'Inquisizione per aver abiurato nel 1561, rivelò all'inquisitore di Venezia, con due denunce presentate il 7 e il 12 gennaio 1570, l'attività dei circoli di Giorgio Siculo e del monaco Stefano, coinvolgendo così il Bresciani: ma questi aveva ormai fatto perdere le sue tracce. Forse emigrato ancora in Svizzera, di lui non si seppe più nulla.